# Африканские батальоны легкой инфантерии
Батальоны легкой инфантерии Африки (фр. Bataillons d’Infanterie Légère d’Afrique или BILA), более известные под аббревиатурой Bat' d’Af', были французскими пехотными и строительными подразделениями, служившими в Северной Африке, состоявшими из мужчин с тюремным прошлым, которые еще должны были пройти военную службу, или солдат с серьезными дисциплинарными проступками.

## История
Созданные королем Луи-Филиппом I 13 июня 1832 года, вскоре после французского Иностранного легиона, Bat’d’Af входили в состав Африканской армии и дислоцировались в Татауине, Тунис, в одном из самых засушливых и враждебных регионов страны. Французская колониальная империя. Первоначальный Ordonnance royale (Королевский приказ) на создание этого корпуса предусматривал 2 батальона по 8 рот в каждом. Третий батальон был создан в сентябре 1833 года. Согласно приказу, рядовой состав этих частей должен был комплектоваться из: военнослужащих, с дисциплинарными проступками и не отслуживших срок службы в армии после освобождения; и осужденных, которые по отбытии срока лишения свободы все еще должны были выполнить свои обязательства по обязательной воинской повинности.